# Чемпіонат Німеччини з хокею 1982—1983
Чемпіонат Німеччини з хокею 1983 — 66-ий чемпіонат Німеччини з хокею, чемпіоном став ЕВ Ландсгут.

## Попередній етап
| М   | Команда          | І  | Пер | Н | Пор | Ш       | О  |
| --- | ---------------- | -- | --- | - | --- | ------- | -- |
| 1.  | ЕВ Ландсгут      | 36 | 33  | 3 | 8   | 264:143 | 69 |
| 2.  | Маннхаймер ЕРК   | 36 | 30  | 7 | 7   | 248:134 | 67 |
| 3.  | Розенгайм        | 36 | 28  | 6 | 10  | 220:121 | 62 |
| 4.  | Кельн            | 36 | 22  | 6 | 16  | 180:137 | 50 |
| 5.  | «Швеннінгер ЕРК» | 36 | 19  | 6 | 19  | 173:165 | 44 |
| 6.  | Кауфбойрен       | 36 | 16  | 8 | 20  | 190:225 | 40 |
| 7.  | СК Ріссерзеє     | 36 | 17  | 6 | 21  | 142:176 | 40 |
| 8.  | Дюссельдорф ЕГ   | 36 | 17  | 3 | 24  | 197:198 | 37 |
| 9.  | Ізерлон          | 36 | 15  | 5 | 24  | 170:222 | 35 |
| 10. | ХК Фюссен        | 36 | 14  | 7 | 23  | 174:222 | 35 |

Скорочення: М = підсумкове місце, І = ігри, Пер = перемоги, Н = нічиї, Пор = поразки, Ш = закинуті та пропущені шайби, О = набрані очки

## Найкращі бомбардири (попередній етап)
| Гравець        | Клуб           | І  | Г  | П  | О  |
| -------------- | -------------- | -- | -- | -- | -- |
| Еріх Кюнгакль  | ЕВ Ландсгут    | 36 | 32 | 48 | 80 |
| Кріс Валентайн | Дюссельдорф ЕГ | 36 | 37 | 42 | 79 |
| Манфред Вольф  | Маннхаймер ЕРК | 36 | 38 | 38 | 76 |

## Втішний раунд
| М  | Команда   | І | Пер | Н | Пор | Ш     | О  |
| -- | --------- | - | --- | - | --- | ----- | -- |
| 1. | Ізерлон   | 6 | 6   | 0 | 0   | 33:15 | 12 |
| 2. | Дуйсбург  | 6 | 3   | 0 | 3   | 30:23 | 6  |
| 3. | ХК Фюссен | 6 | 1   | 1 | 4   | 20:28 | 3  |
| 4. | Бад Тельц | 6 | 1   | 1 | 4   | 19:36 | 3  |

Скорочення: М = підсумкове місце, І = ігри, Пер = перемоги, Н = нічиї, Пор = поразки, Ш = закинуті та пропущені шайби, О = набрані очки

## Плей-оф

### Чвертьфінали
- ЕВ Ландсгут — Дюссельдорф ЕГ 10:6, 4:3
- Кельн — «Швеннінгер ЕРК» 7:2, 1:3, 5:1
- Маннхаймер ЕРК — СК Ріссерзеє 4:3, 1:6, 7:3
- Розенгайм — Кауфбойрен 7:5, 4:5, 6:1

### 1 раунд

#### Півфінали
- «Швеннінгер ЕРК» — Дюссельдорф ЕГ 4:1, 4:6, 11:3
- Кауфбойрен — СК Ріссерзеє 9:6, 3:1

#### Матч за 7 місце
- СК Ріссерзеє — Дюссельдорф ЕГ 4:2, 6:1

#### Матч за 5 місце
- Кауфбойрен — «Швеннінгер ЕРК» 6:4, 6:3

### Півфінали
- ЕВ Ландсгут — Кельн 5:2, 3:13, 6:2, 6:3
- Маннхаймер ЕРК — Розенгайм 5:3, 1:6, 2:1, 5:4

### Матч за 3 місце
- Розенгайм — Кельн 6:5, 7:5

### Фінал
- ЕВ Ландсгут — Маннхаймер ЕРК 2:1, 2:8, 6:4, 5:4